# Torkom Donojan
Mesrob (imię świeckie Trasdamad Donojan, ur. 1986 w Bejrucie) – duchowny Apostolskiego Kościoła Ormiańskiego, od 2018 wikariusz generalny katolikosatu cylicyjskiego.

## Życiorys
Święcenia kapłańskie przyjął 1 maja 2006. Sakrę biskupią otrzymał 15 kwietnia 2018.